# Рендел Брайнт
Рендел Е. Брайнт (нар. 27 жовтня 1952 року) — американський вчений у галузі інформатики, професор, дослідник формальної верифікації цифрового обладнання і програмного забезпечення. 

## Загальна характеристика
Брайнт викладав в Університеті Карнегі-Меллон з 1984 року. В даний час він викладає курс в комп'ютерних систем з професором Девідом Р. О'Халароном. Він також працював деканом факультету комп'ютерних наук (СКС) в Університеті Карнегі-Меллон з 2004 по 2014 роки.
Відзначений численними нагородами за дослідження з верифікації апаратного та програмного забезпечення, а також алгоритмів та комп'ютерної архітектури.
Його статтю 1986 року про алгоритми маніпуляцій з булевими функціями з використанням впорядкованих бінарних діаграм рішень (BDDs) має найбільшу кількість цитувань у базі даних Citeseer серед комп'ютерної літератури.
У 2009 році Рендел Брайнт був нагороджений премією Філа Кауфмана Консорціуму Програми проектування електронних систем (EDA) «за його основоположні технологічні досягнення у сфері формальної верифікації».

## Походження та навчання
Рендел Брайнт народився 27 жовтня 1952 року і є сином Джона Х. Брайнт та Барбари Е. Брайнт, а також онуком Вільяма Літлеса Еверітт, колишнього декана факультету електротехніки в Університеті штату Іллінойс в Урбана–Шампейн (1949—1968 рр.). Його сестра Лоїс Брайнт — відома художниця по текстилю.
Рендел Брайнт виховувався в Бірмінгемі, штат Мічиган. Починаючи з 1970 року навчався в Мічиганському університеті, де він отримав ступінь бакалавра в галузі прикладної математики в 1973 році. Його дипломна робота на тему Моделювання пакетної передачі даних архітектури комп'ютерних систем, була опублікована в 1977 році, як відомо, є одним з перших видань про розподілене моделювання. Рендел Брайнт також отримав докторський ступінь (PhD) у Массачусетському технологічному інституті в 1981 році.

## Кар'єра
- З 1981 по 1984 рік, Брайнт працював на посаді професора комп'ютерних наук в Каліфорнійському технологічному інституті. Сфера його досліджень включала моделі VLSI схем, логічне моделювання та тестування схем. Він також викладав курси з комп'ютерної архітектури, теорії цифрових систем та комп'ютерних алгоритмів.
- У 1984 році, Рендел Брайнт перейшов на факультет університету Карнегі-Меллон на посаді професора кафедри інформатики. Він продовжував дослідження щодо моделювання VLSI, перевірки схеми VLSI, символічного маніпулювання та паралельного обчислення.
- Він з 1990 по 1991 роки був запрошеним науковим співробітником лабораторії компанії Fujitsu, у місті Кавасакі (Японія).
- У 1992 році Брайнт став професором університету Карнегі-Меллона. він викладав комп'ютерну архітектуру з 1992 по 1997 рік.
- У 2014—2015 роках Рендел Брайнт був помічником директора з досліджень та розробки інформаційних технологій в Управлінні з питань науки та технологій Білого дому, де працював у галузі робототехніки, машинного навчання, високопродуктивних обчислень, напівпровідникових технологій та хмарних обчислень та готував аналіз та поради щодо великих даних.
- З 2004 по 2014 рік він працював деканом факультету комп'ютерних наук в Університеті Карнегі-Меллона. За час свого перебування в поєднанні зарахування на СКС (School of Computer Science) збільшилося більш ніж на 50 відсотків.[8]  Школа комп'ютерних наук (SCS) стала однією з кращих програм комп'ютерних наук, коли він пішов від посади декана.
- Доктор Брайнт в даний час є професором в Школі комп'ютерних наук. Його останні дослідження поля включають в себе формальне підтвердження апаратного та програмного забезпечення, тестування системи, а також освіта в галузі інформатики. Він викладає курс 15-213: Введення в комп'ютерні системи з професором Девідом Р. О'Халароном. Їх книга «Комп'ютерні системи: перспектива програміста», який знайомить учнів з апаратним забезпеченням, операційної системи, компілятора і комп'ютерні мережі, використовується більш ніж 300 університетами по всьому світу.

## Дослідження та публікації
- Протягом останніх років, Рендел Брайнт зробив багато досліджень з формального обладнання та верифікації програмного забезпечення, а також комп'ютерних систем. Його найбільш відомою публікацією[9] в 1986 році стала «Графічні алгоритми для булевих функціональних маніпуляцій», в якому діаграма бінарних рішень (BDDs) була представлена як нова структура даних для представлення логічних функцій та алгоритмів маніпуляцій. BDDs широко застосовується в таких областях, як цифрова схема тестування та синтезу і штучного інтелекту планування.
- За словами відомого комп'ютерного вченого Дональда Кнута, BDD вважається «однією з єдиних справді фундаментальних структур даних, що вийшли за останні двадцять п'ять років». Після своїх досліджень Рендел Брайнт опублікував ще один документ[10] присвячений підручнику та оновленню на BDD в 1992 році. Його стаття про BDDs була визнаною кращою за те, що має найбільшу кількість цитат у базі даних Citeseer серед комп'ютерної літератури.
- Його робота з перевірки цифрових схем-семінарних робіт отримала численні нагороди від Інституту інженерів з електротехніки та електроніки (IEEE) та інших професійних товариств (див. нижче).
- Його стаття про формальну верифікацію за допомогою символічної оцінки частково впорядкованих траєкторій[11] була опублікована в 1995 році.  Метод оцінки символічної траєкторії, описаний у його роботі, широко прийнятий у промисловості, зокрема використовується корпорацією Intel.
- Починаючи з 2004 року, Рендел Брайнт просуває нові науково-дослідних ініціатив в галузі ресурсномістких обчислень.
- Р.Брайнт і професор Девід Р. О'Халларон в університеті Карнегі-Меллон спільно написали книгу "Комп'ютерні системи: переспектива програміста, " в якій вони пропонують новий підхід у викладанні комп'ютерних систем. Замість того, щоб наголосити на розробці та впровадженні систем, автори книга зосереджуються на навчанні студентів, як системи — архітектура, компілятори, операційні системи та комп'ютерні мережі — впливають на поведінку та продуктивність програми. Ця книга, тепер у її третьому виданні, була перекладена корейською, китайською, македонською та російською мовами та використовується інститутами в усьому світі[12].

## Нагороди та почесні звання
- Рендел Брайнт є співробітником Інституту інженерів з електротехніки та електроніки (IEEE).
- Він є членом Національної Академії наук США та Американської академії мистецтв і наук.
- У 1998 році він отримав премію Канеллакіса (разом з Едмундом М. Кларком, Кеном Макміланом та Аллен Емерсоном)
- У 1989 році він був нагороджений IEEE W.R.G. Бейкер-премія за кращу доповідь, що з'явилася в будь-якій публікації IEEE у попередньому році (1987 р.).
- У 2007 році Р.Брайнт отримав премію IEEE Emmanuel R. Piore за свої дослідження інструментів для перевірки напівпровідникових конструкцій до їх виготовлення.
- У 2009 році Брайант був нагороджений EDAC / IEEE Філом Кауфманом «за його основоположні технологічні досягнення у сфері формальної верифікації».
- У 2010 році він отримав технічну премію імені А. Річарда Ньютона у сфері електронної автоматизації проектування[13].